# Lijst van beschermd erfgoed in Bertrix
Onderstaande tabel geeft een overzicht van de beschermde erfgoederen in de gemeente Bertrix. Het beschermd erfgoed maakt deel uit van het cultureel erfgoed in België.
| Object | Bouwjaar/architect | Deelgemeente    | Adres                                                           | Coördinaten                   | Nummer?                | Afbeelding |
| --- | ------------------ | --------------- | --------------------------------------------------------------- | ----------------------------- | ---------------------- | --- |
| Wasplaats |                    | Bertrix         | rue de Bruhaimont, tegenwoordig rue des Fanges                  | 49° 51' 50" NB, 5° 15' 10" OL | 84009-CLT-0001-01 Info | |
| Ruraal gebouw |                    | Bertrix         | rue du Terme 21                                                 | 49° 48' 53" NB, 5° 11' 5" OL  | 84009-CLT-0003-01 Info | |
| Publieke wasplaats in de buurt van de kerk |                    | Bertrix         |                                                                 | 49° 48' 55" NB, 5° 10' 56" OL | 84009-CLT-0004-01 Info | |
| Kerk Saint-Remi en het ensemble van de kerk, het kerkhof rond de kerk en zijn omringende kerkhofmuur, het raadhuis, een terrein met bomen, gelegen tussen de weg en de begraafplaats, pastorie en tuin er rond heen |                    | Cugnon          |                                                                 | 49° 48' 7" NB, 5° 12' 11" OL  | 84009-CLT-0005-01 Info | Kerk Saint-Remi en het ensemble van de kerk, het kerkhof rond de kerk en zijn omringende kerkhofmuur, het raadhuis, een terrein met bomen, gelegen tussen de weg en de begraafplaats, pastorie en tuin er rond heen |
| Gebouw Roussel, momenteel boerderij |                    | Cugnon          | rue de la Semois n°2, Mortehan                                  | 49° 48' 2" NB, 5° 12' 37" OL  | 84009-CLT-0009-01 Info | Gebouw Roussel, momenteel boerderij |
| Landelijk gebouw gelegen aan de Semois, momenteel boerderij |                    | Cugnon          | rue de la Semois, n°s 9-11, Mortehan                            | 49° 48' 3" NB, 5° 12' 35" OL  | 84009-CLT-0012-01 Info | |
| Landbouwexploitatie in het gehucht Mortehan, tegenwoordig boerderij |                    | Cugnon          | rue de l'Eglise n° 30 (voorheen n° 23) Mortehan                 | 49° 47' 59" NB, 5° 12' 36" OL | 84009-CLT-0014-01 Info | |
| Gebouwen vormende een uitbreiding op de landbouwexploitatie op n° 30 |                    | Cugnon          | rue de l'Eglise n° 32, uitbreiding van n° 30, Mortehan          | 49° 47' 60" NB, 5° 12' 36" OL | 84009-CLT-0015-01 Info | |
| Ruraal gebouw |                    | Cugnon          | rue de Linglé n° 34, tegenwoordig rue de Linglé n° 7, Mortehan  | 49° 48' 2" NB, 5° 12' 39" OL  | 84009-CLT-0016-01 Info | Ruraal gebouw |
| Gebouw, tegenwoordig boerderij |                    | Cugnon          | rue du Moulin n°7, tegenwoordig n° 14                           | 49° 48' 3" NB, 5° 12' 7" OL   | 84009-CLT-0017-01 Info | Gebouw, tegenwoordig boerderij |
| Agrarische exploitatie genaamd "sous l'Eglise" |                    | Cugnon          | rue de Linglé n° 3, Mortehan                                    | 49° 48' 3" NB, 5° 12' 40" OL  | 84009-CLT-0019-01 Info | |
| Ruraal gebouw |                    | Cugnon          | place Chanoine Jean Pierlot 14                                  | 49° 48' 9" NB, 5° 12' 9" OL   | 84009-CLT-0020-01 Info | |
| Ruraal gebouw, tegenwoordig boerderij |                    | Cugnon          | rue de la Chapelle 29, tegenwoordig n° 4                        | 49° 48' 8" NB, 5° 12' 14" OL  | 84009-CLT-0022-01 Info | |
| Het kruis en de muur van het oude kerkhof en het ensemble gevormd door de muur, het kruis en het terrein waarop zij zijn gesitueerd te Mortehan                                                                     |                    | Cugnon          | Mortehan                                                        | 49° 48' 3" NB, 5° 12' 32" OL  | 84009-CLT-0023-01 Info | Het kruis en de muur van het oude kerkhof en het ensemble gevormd door de muur, het kruis en het terrein waarop zij zijn gesitueerd te Mortehan                                                                     |
| Voormalige bedding van de Semois en omgeving, geheten "la Noue" |                    | Cugnon          | Mortehan                                                        | 49° 48' 3" NB, 5° 12' 33" OL  | 84009-CLT-0024-01 Info | Voormalige bedding van de Semois en omgeving, geheten "la Noue" |
| De kruizen van de Frans-Duitse begraafplaats en het ensemble van de begraafplaats en diens omgeving |                    | Jéhonville      | Luchy                                                           | 49° 53' 7" NB, 5° 15' 57" OL  | 84009-CLT-0025-01 Info | De kruizen van de Frans-Duitse begraafplaats en het ensemble van de begraafplaats en diens omgeving |
| Totaliteit van het kasteel van Gerlache, diens bijgebouwen en het ensemble van het kasteel en diens omgeving |                    | Orgeo           | rue de Rossart, Biourge                                         | 49° 50' 32" NB, 5° 19' 32" OL | 84009-CLT-0026-01 Info | |
| Vijvers van Luchy |                    | Orgeo           |                                                                 | 49° 53' 29" NB, 5° 18' 53" OL | 84009-CLT-0027-01 Info | |
| Kerk Saint Jean-Baptiste en het ensemble van de kerk, de beukenlaan en omgeving |                    | Auby-sur-Semois |                                                                 | 49° 48' 57" NB, 5° 10' 53" OL | 84009-CLT-0028-01 Info | Kerk Saint Jean-Baptiste en het ensemble van de kerk, de beukenlaan en omgeving |
| Ruraal gebouw, tegenwoordig boerderij |                    | Cugnon          | rue de la Forteresse 15, tegenwoordig rue de la Forteresse n° 1 | 49° 48' 9" NB, 5° 12' 8" OL   | 84009-CLT-0029-01 Info | |
| Sint-Hubertuskerk van Mortehan |                    | Cugnon          | Mortehan                                                        | 49° 48' 1" NB, 5° 12' 37" OL  | 84009-CLT-0030-01 Info | Sint-Hubertuskerk van Mortehan |
| Gebouw, tegenwoordig boerderij |                    | Cugnon          | rue de la Semois 28, tegenwoordig n° 4), Mortehan               | 49° 48' 2" NB, 5° 12' 37" OL  | 84009-CLT-0031-01 Info | Gebouw, tegenwoordig boerderij |
| Ensemble van de huizen, tegenwoordig boerderijen |                    | Cugnon          | rue de la Semois n°s 5 en 7, Mortehan                           | 49° 48' 3" NB, 5° 12' 35" OL  | 84009-CLT-0032-01 Info | Ensemble van de huizen, tegenwoordig boerderijen |